# Ersatzlebensmittel im Ersten Weltkrieg
Ersatzlebensmittel (Surrogate) spielten während des Ersten Weltkrieges eine wichtige Rolle bei der Versorgung der Bevölkerung im Deutschland.  Gegen den Missbrauch wurde im Deutschen Reich erst Anfang 1918 eine allgemeine Verordnung erlassen, die aber nur die extremsten Auswüchse abstellen konnte.

## Bedeutung
Als Folge insbesondere der britischen Handelsblockade waren die Mittelmächte und insbesondere das Deutsche Reich von der Zufuhr von ausländischen Lebensmitteln weitgehend abgeschnitten.
Surrogate verschiedener Art hat es bereits vor dem Krieg in beträchtlichen Umfang gegeben. Diese gewannen nun eine besondere Bedeutung. Die Produktion von Margarine als bekannter Ersatz für Butter ging wegen des Mangels an nötigen Rohstoffen allerdings zurück. Von Bedeutung waren aber Kunsthonig, Kaffeeersatz, Suppenwürfel, Puddingpulver oder alkoholfreie Getränke. Auch der Süßstoff Saccharin war bekannt. Die Produktion dieser Lebensmittel und Stoffe nahm während des Krieges stark zu. Die Forschung bemühte sich außerdem, blockadebedingte Ausfälle durch künstliche Produkte zu ersetzen. Dazu gehört auch die Entwicklung von künstlichen Gewürzen wie Pfeffer. Paul Immerwahr bemühte sich zusammen mit Hermann Staudinger um einen Ersatzstoff des Piperin. Dieses Piperidid auf Kohlebasis kam 1916 auf den Markt. Aber daneben gab es auch zahlreiche neue Produkte zweifelhafter Qualität.
Im April 1917 gab das Kriegsernährungsamt eine Liste mit 1400 Ersatzmitteln heraus. Die Zahl der Einträge war bis Oktober des gleichen Jahres auf 10.200 gestiegen. In den letzten Monaten des Krieges gab es allein 837 Ersatzprodukte für Wurstwaren. Es gab über 1000 unterschiedliche Suppenwürfel oder 511 Ersatzprodukte für Kaffee. An künstlichen Limonaden, Säften, Punsch-, Bier- und Weinimitationen existierten etwa 6000 genehmigte Erzeugnisse.

## Mangelnde Qualität
Als problematisch erwies sich, dass neben seriöse Firmen eine große Zahl unseriöser Anbieter traten, die den Markt mit teilweise bedenklichen und überteuerten Produkten überschwemmten und die gesamte Ersatzmittelbranche in Verruf brachten. Gegen die überschwängliche und oft wahrheitswidrige Werbung der Produzenten kamen Aufklärungskampagnen nicht an. Häufig warben die Hersteller mit angeblicher chemischer oder ärztlicher Prüfung der Produkte. Die bestehende amtliche Lebensmittelkontrolle war mit der Masse der unterschiedlichen Surrogatlebensmittel überfordert.
Die Produktionskosten wurden durch den Einsatz minderwertiger Zutaten niedrig gehalten, um möglichst hohe Gewinne zu erzielen. So enthielten angebliche Fleischersatzprodukte viel Maisgrieß, Bohnen- und Gerstenmehl und Salz. Bei „Wurstprodukten“ lag der Wasseranteil häufig bei 80 %, während der Anteil von Fetten nur 5 % betrug. Wenn Fleisch verwendet wurde, kam oft Pferde-, Ziegen- oder Kaninchenfleisch zum Einsatz.
Die Behörden trugen allerdings auch selbst zu den Problemen bei. Seit 1916 wurde die Herstellung von Fleischkonserven und Wurstwaren stark eingeschränkt. Seit dieser Zeit gab es in diesem Bereich fast nur noch Ersatzlebensmittel. Gegen die mindere Qualität, etwa durch einen hohen Wasseranteil, gingen die Behörden zunächst nicht systematisch vor. Im Gegenteil wurde die schlechte Qualität der Produkte auch deswegen toleriert, weil so für die Bevölkerung der Anschein einer größeren Menge Nahrungsmittel vorgetäuscht werden konnte.
Ähnlich war die Situation auch bei Brot oder Marmelade. Teilweise ließen das Kriegsernährungsamt oder zugehörige Kriegsgesellschaften selbst Surrogatlebensmittel herstellen. Deren Qualität war kaum besser als die privater Anbieter. Dies gilt etwa für das seit Frühjahr 1917 im Auftrag der Reichsstelle für Obst und Gemüse hergestellte „Kriegsmus“ als Ersatz für Marmelade. Das Produkt bestand überwiegend aus Rüben. Im Untersuchungsbericht des kommunalen Untersuchungsamtes von Bielefeld wurde das Produkt beschrieben: „Äußere Eigenschaften: ziemlich dünnflüssiges, stark rot gefärbtes, nach Rüben riechendes Mus; Wasser: 61,8 %, Zucker: 32,8 %; Mikroskopischer Befund: Rüben mit wenig Obst.“ Bei einem Prozess musste die Reichsstelle zugeben, dass generell bereits verfaulte Äpfel und  weitere verdorbene Zutaten verwandt würden. Viele Kommunen weigerten sich, derartige Produkte abzunehmen. Sie wurden nicht vernichtet, sondern noch einmal aufgekocht und wieder in Umlauf gebracht.
Entsprechende Verordnungen zu Kriegsbeginn sanktionierten für die Herstellung der billigsten Ersatzmarmeladen ausdrücklich die Verwendung von Kartoffeln oder Rüben. Dies und Lücken in den Bestimmungen erlaubten die Herstellung extrem schlechter Produkte mit einem Wassergehalt von bis zu 95 %. Diese Ersatzlebensmittel lösten vielfach Abscheu und Ekel bei den Verbrauchern aus. Da die Produktion von Kunsthonig einer strengeren Kontrolle unterlag, war dessen Qualität meist deutlich besser. Weil die Nutzung von Rüben als Grundlage von Marmelade oder Kaffeeersatz selbst während des Steckrübenwinters 1916/17 auf breite Ablehnung stieß, konnte sie in den letzten Kriegsmonaten nur noch heimlich eingesetzt werden.